# Ali Mejbel
Ali Mejbel Fartoos (17 giugno 1982) è un calciatore qatariota, attaccante dell'Al-Markhiya.

## Carriera

### Club
Ha sempre giocato nel campionato qatariota.

### Nazionale
Con la maglia della nazionale ha partecipato alla Coppa d'Asia 2004.